# Rue Xavier De Bue
La rue Xavier De Bue (Xavier De Buestraat en néerlandais), est une voie bruxelloise de la commune d'Uccle.

## Situation et accès
C'est une rue principalement commerciale.

## Origine du nom
Elle porte le nom de Xavier De Bue (1860-1925), bourgmestre d'Uccle de 1909 à 1912 et de 1921 à 1925. 